# El Parquet
El Parquet és una construcció del municipi de Vilafranca del Penedès (Alt Penedès) inclosa en l'Inventari del Patrimoni Arquitectònic de Catalunya.

## Descripció
És un conjunt d'autoconstrucció format per tres cossos que limiten un pati interior. Tenen planta baixa i pis. Hi ha terrats amb elements escultòrics, i un petit temple de planta rectangular amb capelles laterals i cobertes amb cúpules d'inspiració romana d'Orient. El conjunt presenta la combinació del llenguatge colorista naïf (mosaics) i constants elements de l'arquitectura popular.

## Història
L'autor d'aquesta obra és Rafael Bolet, florista i artista autodidacte vilafranquí. El 1908 «li fou dit», en una il·luminació, que havia de construir el Parquet. El 1922 va començar a viure al Parquet, i va iniciar les obres el 1940, tot i continuar-les al llarg de la seva vida, amb constants reformes i petites millores.